# Occlusiefront

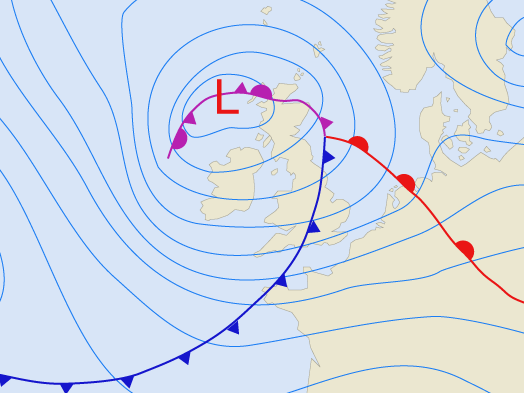
Depressie met een warmte- en koufront en aan de bovenkant een occlusie

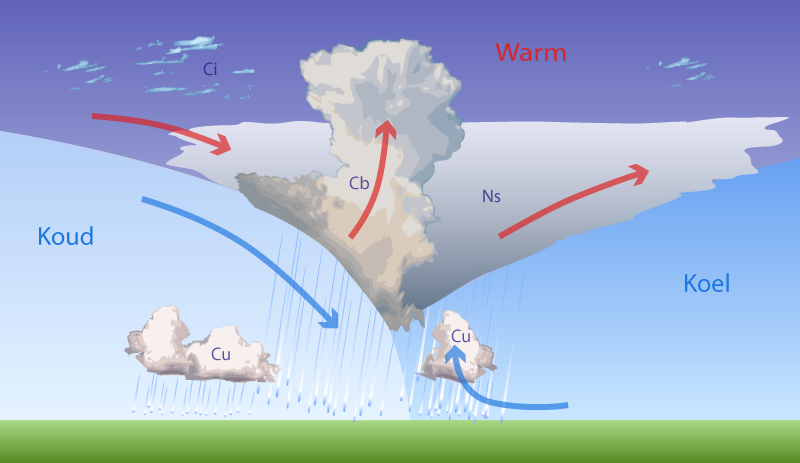
Depressie met een occlusiefront

Een occlusiefront is een front dat ontstaat waar een koufront en een warmtefront elkaar raken doordat koufronten sneller gaan dan warmtefronten. Een occlusiefront (Latijn: occlusio, sluiting of opsluiting en front, voorhoofd of voorzijde) begint waar een koufront op een warmtefront botst en vervolgens eindigt in de kern van de depressie. De lucht rondom een depressie draait op het noordelijk halfrond altijd tegen de wijzers van de klok in. De plek waar het koufront het warmtefront inhaalt is het occlusiepunt. In dit gebied valt de meeste regen.
Er zijn twee soorten occlusiefronten: een koufront dat een warmtefront inhaalt of een koufront dat een warmer koufront inhaalt.
Op weerkaarten wordt een occlusiefront getekend als een dikke paarse lijn met alternerend warmtefronttekens (halve cirkeltjes) en koudefronttekens (driehoekjes). De tekens geven bovendien de verplaatsingsrichting van het front aan. De lijn wordt paars gekleurd omdat paars een mengsel is van blauw en rood, de kleuren van het koude- en warmtefront respectievelijk. Deze lijn begint waar het koudefront en warmtefront samenkomen en eindigt in de kern van de depressie.